# Sietze Haarsma
Sietze Haarsma (Zwolle, 22 juni 1926 – Utrecht, 21 december 2017) was een Nederlands ingenieur en roeier. Hij studeerde aan de Technische Hogeschool Delft (thans Technische Universiteit Delft), waar hij in 1953 afstudeerde als civiel ingenieur in de weg- en waterbouwkunde. Eenmaal nam hij deel aan de Olympische Spelen, maar won bij die gelegenheid geen medaille. Hij was gehuwd met Marion (Jon) Hageman (1924-2020), met wie hij drie kinderen kreeg: twee dochters en een zoon.

## Werkzaamheden
Haarsma werkte achtereenvolgens voor de provincie Utrecht (1953-1964) bij de Provinciale Waterstaat (PWS), bij de Staatsmijnen (DSM) (1964-1972) en bij de gemeente Amstelveen (1972-1987).
Bij de Provinciale Waterstaat was hij belast met het beheer en onderhoud van bruggen en kunstwerken. Hier was hij betrokken bij het ontwerp, de nieuwbouw en de renovatie van vele provinciale bruggen en viaducten.
Bij de Staatsmijnen was hij directeur van een nieuw bedrijfsonderdeel voor de productie en verkoop van Porisosteen, een lichtgewicht isolatiesteen die toepassing vindt in woningbouw en utiliteitsbouw. Om de uit de sluiting van de mijnen (1967-1973) voortvloeiende werkloosheid tegen te gaan, werd in Zuid-Limburg nieuwe industrie ontwikkeld en legde Staatsmijnen – sinds 1973 onder de naam DSM –  zich toe op petrochemie en bulkchemie. De ontwikkeling van Porisosteen, met een fabriek op het terrein van Staatsmijn Hendrik in Brunssum en een verkoopkantoor in Voorburg, was onderdeel van deze omschakeling. De poreuze Porisosteen werd gebakken van Limburgse klei (löss) met kolenslib als uitbrandstof. De fabriek maakt anno 2025 als Wienerberger Poriso Brunssum deel uit van het concern Wienerberger AG.
Bij de gemeente Amstelveen was Haarsma directeur Openbare Werken. Het was in een periode dat de gemeente een sterke groei doormaakte met veel bouwactiviteiten en uitbreiding van infrastructuur.

## Loopbaan als roeier
Haarsma was lid van de roeivereniging De Delftsche Sport (DDS). Op de Olympische Spelen van 1948 in Londen maakte hij op 22-jarige leeftijd zijn olympisch debuut op het roeionderdeel vier zonder stuurman met Hein van Suylekom, Han Dekker en Han van den Berg. De wedstrijden werden gehouden op de Theems. Met een tijd van 6.47,1 plaatste het Nederlandse viertal zich in de halve finale. Hier was hun finishtijd van 7.32,0 onvoldoende om door te stromen naar de finale.

### Palmares
roeien (vier zonder stuurman)
- 1948: halve finale OS - 7.32,0

Hein van Suylekom · 
Sietze Haarsma · 
Han Dekker · 
Han van den Berg